# Adua (brano musicale)
Adua è un inno fascista composto in occasione della guerra d'Etiopia; la musica è di Dino Olivieri, il testo di Nino Rastelli.
La canzone, nel rievocare l'eroismo dei caduti nella battaglia di Adua del 1896 che sancì la sconfitta dell'Italia nella prima guerra italo-abissina, esalta come una vendetta la riconquista della città avvenuta nell'ottobre del 1935 ad opera del generale De Bono, peraltro senza incontrare grande resistenza.